# Xã Parkers Prairie, Quận Otter Tail, Minnesota
Xã Parkers Prairie (tiếng Anh: Parkers Prairie Township) là một xã thuộc quận Otter Tail, tiểu bang Minnesota, Hoa Kỳ. Năm 2010, dân số của xã này là 348 người.